# 894年
| 千纪： | 1千纪                                                                                           |
| 世纪： | 8世纪 \| 9世纪 \| 10世纪                                                                        |
| 年代： | 860年代 \| 870年代 \| 880年代 \| 890年代 \| 900年代 \| 910年代 \| 920年代                       |
| 年份： | 889年 \| 890年 \| 891年 \| 892年 \| 893年 \| 894年 \| 895年 \| 896年 \| 897年 \| 898年 \| 899年 |
| 纪年： | 甲寅年（虎年）；唐寧元年；南诏嵯耶六年；日本寬平六年                                            |

## 大事记
- 保加利亚大公西缅（Симеон I）（？－927年）击败希腊军。
- 日本在菅原道真的運作下廢止遣唐使。

## 逝世
- 劉謙 (唐朝)，五代十國南漢開國君主劉巖之父。